# Campionato italiano di ciclismo su strada 1930
Il Campionato italiano di ciclismo su strada 1930 si svolse su quattro prove dal 4 maggio al 5 ottobre 1930 e vide l'affermazione di Learco Guerra.

## Calendario
| Data         | Evento                           | Vincitore     | Squadra           |
| ------------ | -------------------------------- | ------------- | ----------------- |
| 4 maggio     | Giro di Toscana (1930)           | Pio Caimmi    | Gloria-Hutchinson |
| 10 agosto    | Circuito dei Monti Berici (1930) | Learco Guerra | Maino             |
| 14 settembre | Predappio-Roma (1930)            | Learco Guerra | Maino             |
| 5 ottobre    | Coppa Caivano (1930)             | Learco Guerra | Maino             |

## Classifica
| Pos. | Corridore          | Squadra           | Punti |
| ---- | ------------------ | ----------------- | ----- |
| 1    | Learco Guerra      | Maino             | 13    |
| 2    | Alfredo Binda      | Legnano-Pirelli   | 8     |
| 3    | Allegro Grandi     | Bianchi-Pirelli   | 7     |
| 4    | Angelo Rinaldi     | Maino             | 4     |
| 4    | Luigi Marchisio    | Legnano-Pirelli   | 4     |
| 4    | Pio Caimmi         | Gloria-Hutchinson | 4     |
| 7    | Pietro Fossati     | Maino             | 3     |
| 7    | Luigi Giacobbe     | Maino             | 3     |
| 9    | 4 ciclisti ex æquo | -                 | 2     |